# Morville-sur-Seille
Morville-sur-Seille ist eine französische Gemeinde mit 167 Einwohnern (Stand: 1. Januar 2022) im Département Meurthe-et-Moselle in der Region Grand Est (bis 2015 Lothringen). Sie gehört zum Arrondissement Nancy und zum Kanton Entre Seille et Meurthe.

## Geografie
Morville-sur-Seille liegt etwa 25 Kilometer südlich von Metz an der Seille, die die Gemeinde im Osten begrenzt. Umgeben wird Morville-sur-Seille von den Nachbargemeinden Lesménils im Nordwesten und Norden, Cheminot im Norden, Éply im Nordosten und Osten, Port-sur-Seille im Süden  sowie Atton im Südwesten und Westen.

## Bevölkerungsentwicklung
| Jahr                       | 1962 | 1968 | 1975 | 1982 | 1990 | 1999 | 2006 | 2019 |
| Einwohner                  | 164  | 146  | 110  | 110  | 107  | 103  | 121  | 151  |
| Quellen: Cassini und INSEE |      |      |      |      |      |      |      |      |

## Sehenswürdigkeiten
- Kirche Saint-Pierre, 1918 wieder errichtet

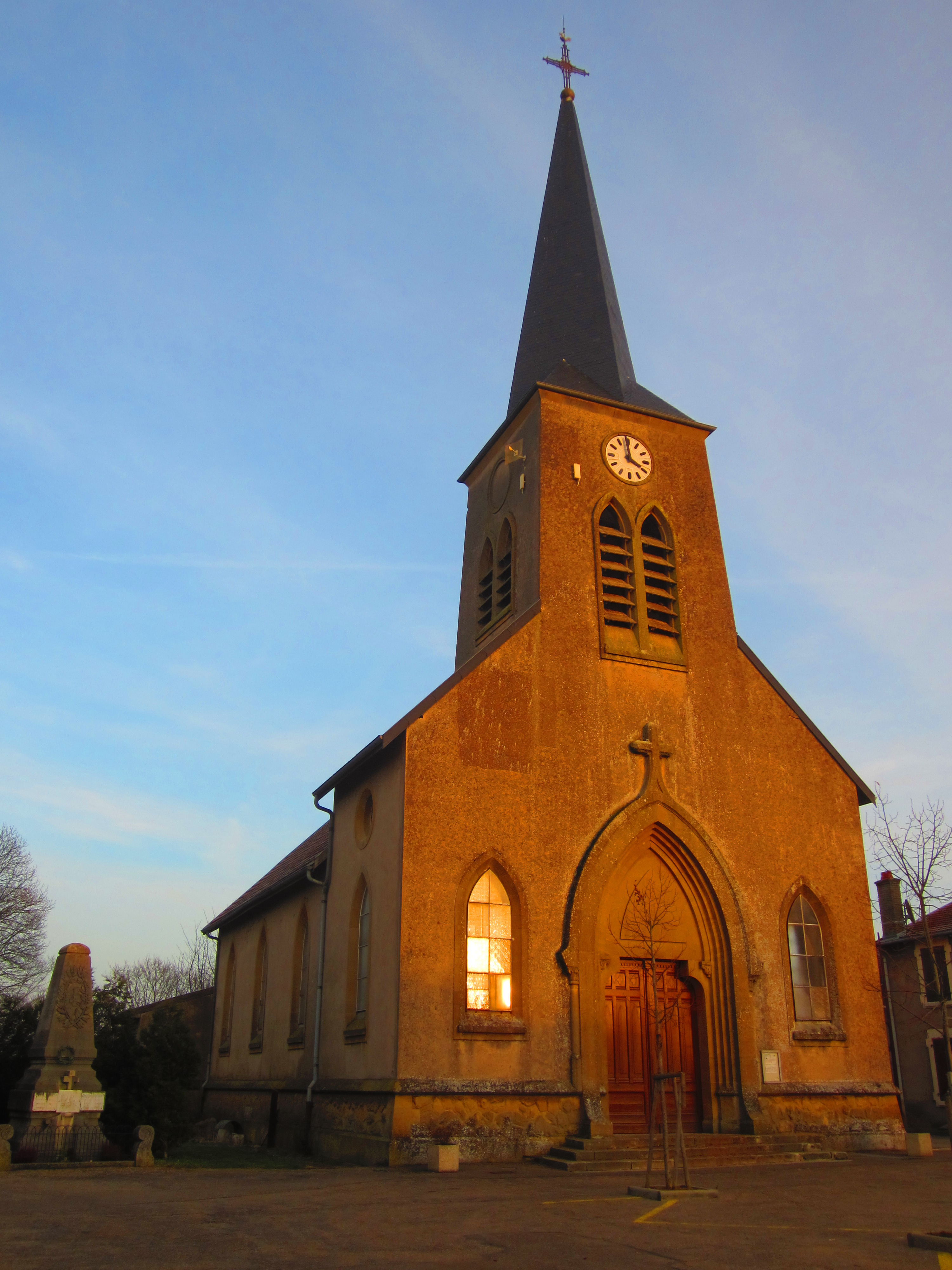
Kirche Saint-Pierre